# Uniunea Centristă din Moldova
Uniunea Centristă din Moldova este un partid politic din Republica Moldova.

Sigla anterioară a Uniunii Centriste din Moldova